# Catherine Le Magueresse
Pour l’article homonyme, voir Le Magueresse.
 (mars 2025).
Motif : Pas assez de sources pour montrer la notoriété. Cette personne n'est pas assez notoire en tant que juriste, ou en tant qu'universitaire, ou encore en tant qu'écrivaine.
- Archive Wikiwix
- Bing
- Cairn
- DuckDuckGo
- E. Universalis
- Gallica
- Google
- G. Books
- G. News
- G. Scholar
- Persée
- Qwant
- (zh) Baidu
- (ru) Yandex
- (wd) trouver des œuvres sur Wikidata

| 1. | Préciser le motif de la pose du bandeau. | Précisez le motif de la pose du bandeau en utilisant la syntaxe suivante : {{admissibilité à vérifier\|date=août 2025\|motif=remplacez ce texte par le motif}}                               |
| 2. | Informer les utilisateurs concernés.     | Pensez à avertir le créateur de l'article, par exemple, en insérant le code ci-dessous sur sa page de discussion : {{subst:avertissement admissibilité à vérifier\|Catherine Le Magueresse}} |

Catherine Le Magueresse, est une juriste et docteure en droit française né en 1965.

## Biographie
Chercheuse associée à l'Institut des sciences juridiques et philosophiques de La Sorbonne  (Paris 1), elle s'intéresse à la critique féministe du droit, en particulier du droit pénal. Ses recherches actuelles portent sur la manière dont les violences masculines contre les femmes sont prises en charge par le système juridique et judiciaire.
De 1998 à 2008, elle préside l’Association européenne contre les violences faites aux femmes au travail (AVFT). Par son métier de chercheuse, elle travaille sur la prise en compte juridique et judiciaire des violences masculines à l’encontre des femmes, à la suite des difficultés rencontrées par les victimes pour faire valoir leurs droits. Cela la conduit à étudier la manière dont la notion de consentement s’est élaborée à travers les siècles.

## Son combat

### Son point de vue dans son livreLes pièges du consentement
Catherine Le Magueresse critique les lois actuelles sur le consentement dans le droit pénal, qu'elle considère comme insuffisantes pour protéger les victimes de violences sexuelles. Son analyse met en évidence plusieurs problèmes majeurs comme la Présomption de consentement. En effet, elle montre que les institutions judiciaires ont tendance à considérer que les victimes ont consenti à l'acte sexuel en l'absence de résistance physique ou verbale explicite. Cette approche repose sur des stéréotypes sexistes et aboutit souvent au discrédit des victimes .
De plus, elle aborde la définition du viol en droit français. Le droit pénal ne place pas le consentement au centre de la définition du viol. Au lieu de cela, il repose sur la démonstration de la violence, contrainte, menace ou surprise (VCMS). Cette approche oblige les victimes à prouver qu'elles ont résisté, plutôt que d'exiger de l'agresseur qu'il prouve qu'il a obtenu un consentement explicite.
Elle critique également les réponses judiciaires. De ce fait, les juges et les tribunaux interprètent souvent les critères de VCMS d'une manière qui privilégie le comportement des victimes plutôt que les actions de l'agresseur. Cela conduit à des acquittements ou à des requalifications des faits en infractions moins graves.
Elle offre une proposition de réforme en plaidant pour une redéfinition du viol qui place le consentement volontaire au centre de la législation, à l'image de ce qui a été adopté en Suède, en Espagne ou au Canada. Dans ces pays, c'est à la personne mise en cause de prouver qu'elle a obtenu un consentement libre et explicite.
Elle traite enfin le cas des mineurs. Avant la réforme de 2021, le droit français considérait que les mineurs pouvaient consentir à des rapports sexuels avec des adultes, sauf si la contrainte était prouvée. Elle critique cette approche et soutient l'idée d'une interdiction explicite des relations sexuelles entre adultes et mineurs de moins de 15 ans (ou 18 ans en cas d’inceste ou d’autorité).
Son travail s'inscrit dans une approche féministe du droit, visant à combattre l'impunité des violences sexuelles et à réformer la législation pour mieux protéger les victimes.

### Harcèlement, ça commence quand?
Catherine de Magueresse écrit un livre traitant le sujet du harcèlement sous toutes ses formes. Elle parle des moyens établis pour lutter contre le phénomène, bien qu’elle affirme qu’il est encore difficile de s’en défendre. Catherine de Magueresse cherche à donner à ses lecteurs des clés pour détecter le harcèlement dès ses prémices et informe le lecteur des droits qui sont les siens et les moyens juridiques à disposition.

## Publications
- Viol et consentement en droit pénal français. Réflexions à partir du droit pénal canadien, dans Archives de politique criminelle (2012).
- Ces viols qu’on occulte : critique de la « correctionnalisation », dans Délibérée, avec Anne-Laure Madurand (2018).
- La reconnaissance législative et jurisprudentielle du harcèlement sexuel, une victoire féminine ?, dans Cahiers du Centre (2014).
- De la centralité du consentement, dans Les Cahiers de la Justice (2021).
- Responsabilité des États dans le traitement judiciaire des violences domestiques : les exigences de la Cour européenne des droits de l’homme, dans Revue trimestrielle des droits de l’Homme (2023)[2].
- Harcèlement, ça commence quand ?, Édition Alt (2023)[6].
- Les pièges du consentement, Édition iXe (2021)[7].